# Moselweinstraße

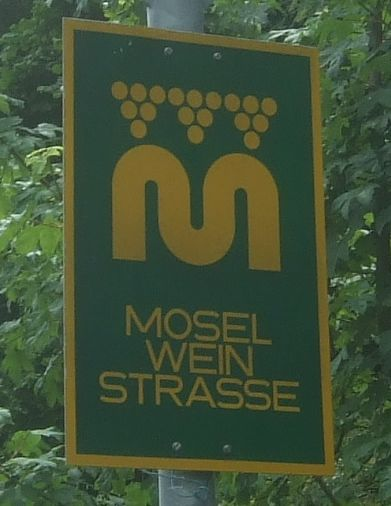
Hinweisschild

Die Moselweinstraße ist eine 242 Kilometer lange, die Mosel begleitende Autoroute. Sie beginnt in Perl, direkt an der Grenze zwischen Deutschland und Frankreich. Über die Distanz von 250 Kilometern schlängelt sie sich entlang des Flusslaufes bis zur Mündung am Deutschen Eck in Koblenz. 
Etwa gleich lang ist der Moselradweg. Fast eben und reich an Sehenswürdigkeiten ist der Moselradweg eine typische ‚Einsteigerstrecke‘ für den Fahrradtourismus.